# Martin Sensmeier
Martin Sensemeir (Anchorage, 27 giugno 1985) è un attore e modello statunitense.

## Biografia
È noto per aver interpretato il ruolo di Red Harvest nel film di Antoine Fuqua del 2016 I Magnifici 7.

## Filmografia

### Cinema
- Lilin' s Brood, regia di P.W. Simon e Artii Smith (2016)
- I magnifici 7 (The Magnificent Seven), regia di Antoine Fuqua (2016)
- I segreti di Wind River (Wind River), regia di Taylor Sheridan (2017)
- L'uomo dei ghiacci - The Ice Road (The Ice Road), regia di Jonathan Hensleigh (2021)

### Televisione
- Salem – serie TV, 3 episodi (2014)
- Westworld - Dove tutto è concesso (Westworld) – serie TV, 5 episodi (2016-2018)
- Yellowstone – serie TV, 5 episodi (2019)
- The Liberator, regia di Greg Jonkajtys – miniserie TV (2020)
- Rutherford Falls - Amici per la vita (Rutherford Falls) – serie TV, episodi 1x03-2x06 (2021-2022)
- 1883 – miniserie TV, 3 puntate (2022)
- La Brea – serie TV, 5 episodi (2022-2023)
- Daily Alaskan (Alaska Daily) – serie TV, 4 episodi (2022-2023)

## Doppiatori italiani
Nelle versioni in italiano dei suoi lavori, Martin Sensemeir è stato doppiato da:
- Luca Mannocci ne I segreti di Wind River, Yellowstone
- Gabriele Sabatini in FBI: Most Wanted
- Fabrizio De Flaviis ne L'uomo dei ghiacci - The Ice Road
- Guido Di Naccio in 1883